# Vodní pólo na mistrovství Evropy v plaveckých sportech 1931
Zápasy ve vodním pólu na mistrovství Evropy v plaveckých sportech za rok 1931 proběhly v Paříži, Francie ve dnech 23. až 30. srpna 1931.

## Československá stopa
V nominaci bylo 11 hráčů: Josef Bušek (*1901) z ČPK Praha, Josef Tomášek (*1904) z AC Sparta Praha, Kurt Epstein (*1904) z ČPK Praha, Konstantin Koutek (*1909) z APK Praha, Michal Schmuck st. (*1909) z PTE Bratislava, Pavol Steiner (*1908) z PTE Bratislava, Ladislav Švehla (*???) z ČPK Praha, Antonín Novotný (*1900) z AC Sparta Praha, František Getreuer (*1906) z ŽSK Hagibor Praha, Gustav Wollner (*???) z ŽSK Hagibor Praha, Jiří Reitman (*1905) z ČPK Praha.
Hrálo so systémem každý s každým. Československo porazilo ve druhém zápasu silnou Belgii 4:3 a mělo reálnou naději na bronzovou medaili za suverénním Maďarskem a Německem. V pátém zápase se Švédskem se však projevila únava z předchozích zápasů – tým hrál celý turnaj v základní sestavě bez střídání. Švédsko porazilo Československo 2:1 potom, co se celý zápas bránilo. V posledním zápase s Rakouskem se hrálo o třetí místo v turnaji. První poločas vyhrálo Československo brankou Michala Schmucka st. z trestného hodu 1:0. Ve druhém poločase přidal Schmuck druhou branku. Po sérii vyloučení však Rakousko srovnalo na 2:2 – při vyrovnávající brance hrálo Československo bez dvou vyloučených hráčů v poli ve čtyřech. Po dalším vyloučení v týmu Československa padla vítězná branka Rakouska a konečné 5. místo v turnaji.
základní skupina
- TCH – GER 1:3 (1:2), Branky TCH: Michal Schmuck st. 1
- TCH – BEL 4:3 (2:1), Branky TCH: Pavol Steiner 2, Michal Schmuck st. 1, Konstantin Koutek 1
- TCH – HUN 1:4 (0:2), Branky TCH: Pavol Steiner 1
- TCH – FRA 2:1 (0:0), Branky TCH: Ladislav Švehla 2
- TCH – SWE 1:2 (0:0), Branky TCH: Michal Schmuck st. 1
- TCH – AUT 2:3 (0:1), Branky TCH: Michal Schmuck st. 2,

## Medailisté
| Muži | Zlato | Stříbro | Bronz |
| ---- | --- | --- | --- |
| Tým  | Maďarské království (HUN) (István Barta, Mihály Bozsi, György Bródy, Olivér Halassy, Márton Homonnai, Sándor Ivády, Alajos Keserű, Ferenc Keserű, János Németh, Miklós Sárkány, József Vértesy) | Německá říše (GER) (Max Amann, Emil Benecke, Otto Cordes, Itze Gunst, Hans Haas, Erich Rademacher, Ernst Schirrmeister, Hans Schulze, Hans Schumburg, Heiko Schwartz, ???) | Rakousko (AUT) (Georg Flesch, Karl Klein, Alfred Lergetporer, Sebastian Ploner, Hans Pollak, Peter Riedl, Karl Seitz, Karl Steinbach, Hans Steiner, Eugen Wondrowitz, Franz Adler) |